# NGC 1830
NGC 1830 је расејано звездано јато у сазвежђу Златна риба које се налази на NGC листи објеката дубоког неба.
Деклинација објекта је - 69° 20' 25" а ректасцензија 5h 4m 38,3s. Привидна величина (магнитуда) објекта NGC 1830 износи 12,6. NGC 1830 је још познат и под ознакама ESO 56-SC56.